# Posto administrativo (Portugal)
Ein Posto administrativo (portugiesisch Verwaltungsamt) war die kleinste Verwaltungseinheit in der Mehrzahl der portugiesischen Überseeterritorien im 20. Jahrhundert. 
Die postos administrativos wurden von einem Beamten geleitet, der für seine Verwaltungseinheit umfangreiche Befugnisse besaß (Verwaltung, Polizei, Gesundheit, Steuern, Justiz). Unter den postos administrativos konnte es weitere untergeordnete Verwaltungseinheiten geben, die den traditionellen Autoritätsbereichen lokaler Anführern entsprachen, welche ihrerseits aber dem Chef des posto administrativo untergeordnet waren. 
1975 existierten postos administrativos in Angola, Guinea-Bissau und Mosambik. In Portugiesisch-Timor stand das posto administrativo zwischen dem übergeordneten distrito oder circunscrição und dem darunterliegenden Sucos. In Kap Verde, Macau, São Tomé und Príncipe und Portugiesisch-Indien gab es zu diesem Zeitpunkt keine postos administrativos mehr, da diese bereits zu freguesias umgewandelt worden waren. 